# Věra Chytilová
Věra Chytilová (Ostrava, 1929. február 2. – Prága, 2014. március 12.) cseh filmrendező.

## Élete
Egyetemi tanulmányait a Brnói Egyetemen végezte el építészet szakon. 1957–1962 között a Filmművészeti Főiskola hallgatója volt. Eredetileg filozófus, majd építész-hallgató volt, de dolgozott modellként, rajzolóként, és retusőrként is.
Mielőtt felvették volna a prágai Művészeti Főiskolára (FAMI), de már a Barrandov filmgyárban dolgozott, 1953–1957 között. 1959-től készített rövid- és dokumentumfilmeket. Első játékfilmje 1963-ban készült el (Éva és Vera). A világ automatabüfében (1965) Hrabal-adaptáció volt egy többszerzős összeállításban.
Nemzetközi feltűnést a Százszorszépek (Sedmikrásky) keltett (1966), egy olyan film, amely mind a mai napig lenyűgözi az avantgárd frissesség kedvelőit. A film főhősei: két lány, Marie I és Marie II, a destrukció gátlástalan absztrakciói. A rendező filozófiai burleszknek határozta meg a film műfaját, és a középkori moralitások jó-rossz ellentétpárjának logikája szerint vizsgálja a modern világ érték(telenség)-rendjét.
A paradicsomi fák gyümölcseit esszük című filmje (1969) szintén filozofikus, szürreális stílusú film, az a férfi-nő, igaz-hamis viszonyokat boncolja.
A prágai tavaszt (1968) követően – sokakkal együtt – nem filmezhetett. 1976-ban készíthetett csak újra filmet: Játék az almáért. Szülészeten játszódó bizarr komédia, az újjászületés szimbóluma. A film főszereplője: Jiří Menzel.
A Csapdák című filmje (1998) hűen ábrázolja a XX. század végének feje tetejére áll(ítot)t világát, amelyben alig van erkölcs, tisztesség, igazság helyette mindent eláraszt a becstelenség, hazugság, csalás. A film utolsó 10 percének minden egyes mondata esszenciaként hat.
Chytilová a prágai FAMU (filmakadémia) filmrendező szakán oktatott. Tanítványai között volt a magyar Nemes Gyula is.

## Filmjei
- Konec jasnovidce (1957)
- Dum na orechovce (1959)
- K. úr (1960)
- A zöld út (1960)
- Mennyezet (1962)
- Egy zsák bolha (1962)
- Éva és Vera (1963)
- Gyöngyök a mélyben (1965)
- Százszorszépek (1966)
- A paradicsomi fák gyümölcseit esszük (1969)
- Kamaradi (1971)
- Játék az almáért (1976)
- Az idő könyörtelen (1978)
- Panelsztori (1979)
- Elakadás (1981)
- Chytilová Forman ellen (1981)
- Egy faun megkésett délutánja (1983)
- Prága – Európa nyugtalan szíve (1984)
- Farkaslak (1986)
- A bolond és a királynő (1987)
- Egyet ide, egyet oda (1988)
- Mi prazané mi rozumeji (1991)
- Az örökség (1992)
- Csapdák (1998)
- Vzlety a pády (2000)
- Kiűzetés a Paradicsomból (2001)
- Pátráni pó Ester (2005)
- Szép pillanatok (2006)

## Díjai
- Mannheimi nagydíj (1963) Éva és Vera
- Bergamói nagydíj (1966)
- Ezüst Hugó-díj (1969, 1976)
- Pilsen-i filmfesztivál díja (1990, 1993)
- Elvira Notari-díj (1998) Pasti, pasti, pasticky
- Karlovy Vary-i életműdíj (2000)
- a cseh kritikusok díja (2001) Vzlety a pády